# Agnete Carlsen
Agnete Carlsen, född den 15 januari 1971 i Moss kommun, Norge, är en norsk fotbollsspelare.
Carlsen gjorde 97 landskamper för Norge och gjorde 17 mål. Hon blev världsmästare 1995, tog VM-silver 1991, blev inofficiell världsmästare 1988 och Europamästare 1993. Hon var också med i de norska lag som tog EM-brons 1989 och 1991. Vid fotbollsturneringen under OS 1996 i Atlanta deltog hon i det norska lag som tog brons.
På klubbnivå spelade Carlsen för SK Sprint-Jeløy (seriemästare 1990 och 1993, cupmästare 1987 och 1988), Kolbotn IL och japanska Nikko Securities Dream Ladies.

### Fotnoter
1. 1 2  Ole Petter Pedersen. ”Agnete Carlsen”. Store norske leksikon. http://snl.no/Agnete_Carlsen. Läst 8 mars 2013.
2. ↑  "Olympiska sommarspelen 1996 – Atlanta, USA – fotboll" Arkiverad 22 augusti 2008 hämtat från the Wayback Machine. (Hämtad 16 maj 2008)